# I. e. 415
Évszázadok: i. e. 6. század – i. e. 5. század – i. e. 4. század
Évtizedek: i. e. 460-as évek – i. e. 450-es évek – i. e. 440-es évek – i. e. 430-as évek – i. e. 420-as évek – i. e. 410-es évek – i. e. 400-as évek – i. e. 390-es évek – i. e. 380-as évek – i. e. 370-es évek – i. e. 360-as évek
Évek: i. e. 420 – i. e. 419 – i. e. 418 – i. e. 417 –  i. e. 416 – i. e. 415 – i. e. 414 – i. e. 413 – i. e. 412 – i. e. 411 – i. e. 410

## Események

### Görögország
- Andokidész athéni politikust letartóztatják, mert azzal gyanúsítják, hogy részt vett a szent hermák megcsonkításában, amelyre közvetlenül a Szicíliába induló katonai expedíció előtt került sor. Andokidész elárulja társait, akiket - köztük az állam egyik vezetőjét, Alkibiadészt - távollétükben halálra ítélnek. Andokidészt száműzik.
- Az Alkibiadész, Nikiasz és Lamakhosz vezénylete alatt hajózó szicíliai expedícióból visszahívják Alkibiadészt, hogy szentségtörés vádjával bíróság elé állítsák. Alkibiadész Spártába menekül. A flottát Nikiasz vezeti tovább Szicíliába, de ott nem boldogulnak a Hermokratész vezette szürakuszai védelemmel.
- Alkibiadész ráveszi a spártaiakat, hogy Gülipposz vezetésével küldjenek erősítést Szicíliába (ahol ezután patthelyzet alakul ki) és bujtogatja Ióniát, hogy lázadjon fel Athén ellen.

### Itália
- Rómában consuli jogkörű katonai tribunusok: Publius Cornelius Cossus, Numerius Fabius Vibulanus, Caius Valerius Potitus Volusus és Quintus Quinctius Cincinnatus.

## Kultúra
- Az athéni Dionüszia fesztiválon előadják Euripidész Trójai nők c. tragédiáját.

## Születések
- Theaitétosz görög matematikus († i.e. 369)

## Fordítás
- Ez a szócikk részben vagy egészben  a(z)   415 BC című angol Wikipédia-szócikk ezen változatának fordításán alapul.  Az eredeti cikk szerkesztőit annak laptörténete sorolja fel. Ez a jelzés csupán a megfogalmazás eredetét és a szerzői jogokat jelzi, nem szolgál a cikkben szereplő információk forrásmegjelöléseként.